# 한국방송통신전파진흥원
한국방송통신전파진흥원(韓國放送通信電波振興院, Korea Communications Agency, KCA)은 전파의 효율적 관리, 방송ㆍ통신ㆍ전파의 진흥 및 인력양성을 위한 사업과 정부로부터 위탁받은 업무를 수행함으로써 국민의 전파이용 기회확대와 방송ㆍ통신ㆍ전파 진흥에 기여하기 위하여 설립된 대한민국 과학기술정보통신부 산하 위탁집행형 준정부기관이다. 그리고 한국산업인력공단에서 시행했던 정보통신 관련 자격 종목(정보기기운용기능사와 정보처리기능사 제외) 등은 2010년부터 한국방송통신전파진흥원으로 이관하여 시행한다. 서울특별시 송파구 중대로 135(가락동 78) IT벤처타워 서관에 위치하고 있었으나 공공기관 지방 이전에 따른 혁신도시 건설 및 지원에 관한 특별법에 따라 전라남도 나주시 빛가람로 760(광주·전남 혁신도시)로 이전하였다.

## 설립 근거
- 전파법[4]

## 주요 업무
- 전파이용 촉진에 관한 연구
- 방송·통신·전파 관련 국내외 기술에 관한 정보의 수집·조사 및 분석
- 방송·통신·전파에 관한 연구지원 및 교육
- 위의 사업에 부수되는 사업
- 그 밖에 이 법 또는 다른 법령에서 진흥원의 업무로 정하거나 위탁한 사업 또는 방송통신위원회가 위탁한 사업
- 국가기술자격 검정 통신 분야 최초로 시행하는 기관 필기 실기 시험 및 자격 관리 사업 시험문제 출제지 불독 경비시스템 도입

## 연혁
- 1972년 7월 21일 한국무선종사자협회 설립
- 1990년 8월 1일 한국무선국관리사업단으로 개편
- 2006년 7월 13일 한국정보통신대학교 부설 정보통신교육원 흡수 통합
- 2006년 7월 21일 한국전파진흥원(KORPA) 출범
- 2007년 4월 2일 위탁집행형 준정부기관 지정 (기획재정부)
- 2007년 5월 21일 IT인재개발교육원으로 개편 (정보통신교육원)
- 2010년 1월 1일 방송통신분야 국가기술자격검정 시행 및 IT인재개발교육원을 한국전파진흥협회로 이관
- 2011년 1월 1일 방송통신발전기금 위탁관리기관 지정
- 2011년 1월 24일 한국방송통신전파진흥원(KCA) 출범[5]

## 조직

### 이사회
- 감사

#### 한국방송통신전파진흥원장
- 감사실
  - 감사팀
- 안전경영지원단
  - 인사총무팀
  - 디지털교육연구센터
  - 안전보건센터
  - 재무회계팀

##### 부원장/기획조정실
- 경영기획본부
  - 경영기획팀
  - ESG성과관리팀
  - 데이터기반팀
  - 정보보호팀
- 방송미디어본부
  - 방송미디어기획팀
  - 방송콘텐츠진흥팀
  - 디지털미디어진흥팀
- 빛마루방송지원단
  - 방송인프라기획팀
  - 빛마루사업관리팀
- ICT기금관리본부
  - 기금기획팀
  - 기금정책팀
  - 기금사업성과팀
  - 기금운용관리팀

##### 전파관리실
- 전파기반본부
  - 검사기획팀
  - 전파기술연구센터
  - 전자파안전정보센터
- 디지털통신융합본부
  - 디지털통신융합기획팀
  - 전파자원정비팀
  - 디지털통신융합사업팀
  - 이음5G사업팀
- 전파지원본부
  - 전파자원기획팀
  - 전파자원정비팀
  - 공공주파수팀
- ICT자격본부
  - 자격기획팀
  - 검정관리팀

### 지역 본부 및 지사(사업부)
- 서울본부: 서울특별시 송파구 중대로 135(가락동 78) IT벤쳐타워 서관 2층
- 북서울본부: 서울특별시 마포구 성암로 189 중소기업DMC타워 10층(상암동 1622)
- 부산본부: 부산광역시 동구 초량중로 29 KCA빌딩 (초량동 1056-2)
  - 진주지사: 경상남도 진주시 진주대로 888 아이비타워 5층 502호(칠암동 414-10)
- 전남본부: 광주광역시 서구 운천로 219 (치평동 1241-3)
  - 목포사업부: 전라남도 목포시 영산로 33 유달산우체국 2층 (대의동2가 1-6)
  - 여수지사: 전라남도 여수시 문수로 117번지(문수동 111-2) KT문수빌딩 2층
- 강원본부: 강원특별자치도 원주시 만대로 15-1 2층(무실동 1724-13) 
  - 강릉지사: 강원특별자치도 강릉시 솔올로5번길 55 (교동1882-4) 청호아넥스 빌딩 6층 601호
- 경북본부: 대구광역시 수성구 청수로 66(상동 6-12)
  - 포항지사: 경상북도 포항시 북구 중앙로 201 (죽도동 49-1)
- 경인본부: 인천광역시 남동구 미래로 7 (구월1동 1128-10) 현대해상빌딩 4층
- 전북본부: 전북특별자치도 전주시 덕진구 견훤로 279 (인후동1가 784-4)
- 충청본부: 대전광역시 서구 계룡로 553번길 24 (탄방동 671), 지하철 탄방역 5번출구
  - 충주사업소: 충청북도 충주시 중앙로 112 (성내동 282) KT플라자 충주점 3층
- 제주지사: 제주특별자치도 제주시 중앙로 265 성우빌딩 7층 (이도이동 1034-4)

## 소속기관[6]
- 빛마루 방송지원센터:  경기도 고양시 일산동구 태극로 60

## 같이 보기
- 과학기술정보통신부